# Nombre d'or (astronomie)
Pour l’article homonyme, voir Nombre d'or.

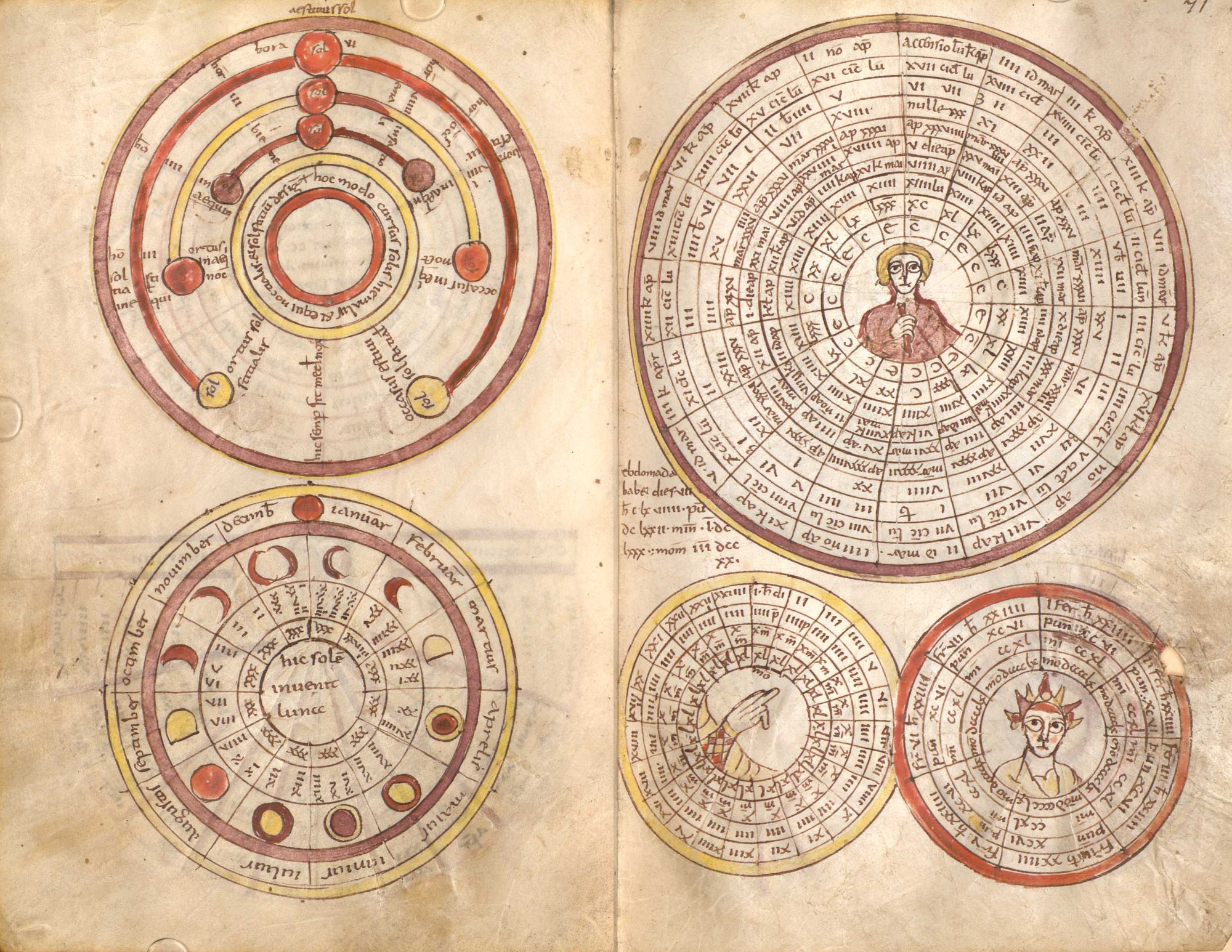
Schéma du cycle de Méton

En astronomie, on appelle nombre d’or le rang d’une année dans le cycle de Méton qui comporte 19 années et permet de faire coïncider, à quelques heures près, cycles lunaires et cycles solaires. Il existe alors 19 Nombres d’or (de 1 à 19) et chaque année possède son Nombre d’or. Cette notion n’a donc aucun rapport avec le nombre d'or φ en mathématiques.
On le calcule ainsi (c'est un calcul de modulo car l'an 1 est officiellement relié au Nombre d'or 2) :
- diviser l’année par 19 (par exemple pour 2008, 2008 / 19 ≈ 105,68 que l’on tronque à 105) ;
- prendre le reste de la division précédente (105 × 19 = 1995 au lieu de 2008 : il reste 13 années) ;
- ajouter 1  (13 + 1 = 14) : l’année 2008 a donc pour nombre d’or 14.

Ce qui correspond à la formule : (année modulo 19) + 1
Cette règle restera valable tant que le cycle métonique de 19 ans (légèrement trop court, par rapport à 235 lunaisons, d’un peu moins d’une heure et demie) ne sera pas corrigé pour tenir compte de l’avance de ce cycle d’un jour au bout d’un peu plus de 16 cycles (soit 312,5 ans selon les observations actuelles du cycle lunaire). Certains ont proposé de ne pas toucher à ce cycle métonique traditionnel ou au calcul du nombre d’or lui-même, mais d’introduire plutôt un autre cycle apportant les jours supplémentaires de correction des lunaisons à appliquer à un ensemble donné de 16 cycles; d'autres défendent la modification de la formule du nombre d’or.
Voir aussi le calendrier lunaire perpétuel ou le calcul de la date de Pâques pour connaître son contexte.
Le Cycle de Méton, découvert par l'astronome du même nom, a été révélé en 453 av. J.-C. lors des Jeux olympiques, et les Athéniens, conscients de l'importance d'une telle découverte pour améliorer le calendrier de l'époque, ont fait graver ce cycle en lettres d'or sur un temple dédié à Athéna. C'est de là que vient l'expression nombre d'or pour désigner le rang d'une année dans le cycle de Méton, et par extension, le cycle lui-même.